# Doug Mohns
Douglas Allen "Doug" Mohns, född 13 december 1933, död 7 februari 2014, var en kanadensisk professionell ishockeyspelare som tillbringade 22 säsonger i den nordamerikanska ishockeyligan National Hockey League (NHL), där han spelade för ishockeyorganisationerna Boston Bruins, Chicago Black Hawks, Minnesota North Stars, Atlanta Flames och Washington Capitals. Han producerade 710 poäng (248 mål och 462 assists) samt drog på sig 1 250 utvisningsminuter på 1 390 grundspelsmatcher. Han spelade också på lägre nivå för Barrie Flyers i Ontario Hockey Association (OHA).

## Statistik
| 1951–1952  | Barrie Flyers         | OHA        | 53   | 40  | 36  | 76  | 46   | —  | —  | —  | —  | —   |
| 1952–1953  | Barrie Flyers         | OHA        | 56   | 34  | 42  | 76  | 28   | —  | —  | —  | —  | —   |
| 1953–1954  | Boston Bruins         | NHL        | 70   | 13  | 14  | 27  | 27   | 4  | 1  | 0  | 1  | 4   |
| 1954–1955  | Boston Bruins         | NHL        | 70   | 14  | 18  | 32  | 82   | 5  | 0  | 0  | 0  | 4   |
| 1955–1956  | Boston Bruins         | NHL        | 64   | 10  | 8   | 18  | 48   | —  | —  | —  | —  | —   |
| 1956–1957  | Boston Bruins         | NHL        | 68   | 6   | 34  | 40  | 89   | 10 | 2  | 3  | 5  | 2   |
| 1957–1958  | Boston Bruins         | NHL        | 54   | 5   | 16  | 21  | 28   | 12 | 3  | 10 | 13 | 18  |
| 1958–1959  | Boston Bruins         | NHL        | 47   | 6   | 24  | 30  | 40   | 4  | 0  | 2  | 2  | 12  |
| 1959–1960  | Boston Bruins         | NHL        | 65   | 20  | 25  | 45  | 62   | —  | —  | —  | —  | —   |
| 1960–1961  | Boston Bruins         | NHL        | 65   | 12  | 21  | 33  | 63   | —  | —  | —  | —  | —   |
| 1961–1962  | Boston Bruins         | NHL        | 69   | 16  | 29  | 45  | 74   | —  | —  | —  | —  | —   |
| 1962–1963  | Boston Bruins         | NHL        | 68   | 7   | 23  | 30  | 63   | —  | —  | —  | —  | —   |
| 1963–1964  | Boston Bruins         | NHL        | 70   | 9   | 17  | 26  | 95   | —  | —  | —  | —  | —   |
| 1964–1965  | Chicago Black Hawks   | NHL        | 49   | 13  | 20  | 33  | 84   | 14 | 3  | 4  | 7  | 21  |
| 1965–1966  | Chicago Black Hawks   | NHL        | 70   | 22  | 27  | 49  | 63   | 5  | 1  | 0  | 1  | 4   |
| 1966–1967  | Chicago Black Hawks   | NHL        | 61   | 25  | 35  | 60  | 58   | 5  | 0  | 5  | 5  | 8   |
| 1967–1968  | Chicago Black Hawks   | NHL        | 65   | 24  | 29  | 53  | 53   | 11 | 1  | 5  | 6  | 12  |
| 1968–1969  | Chicago Black Hawks   | NHL        | 65   | 22  | 19  | 41  | 47   | —  | —  | —  | —  | —   |
| 1969–1970  | Chicago Black Hawks   | NHL        | 66   | 6   | 27  | 33  | 46   | 8  | 0  | 2  | 2  | 15  |
| 1970–1971  | Chicago Black Hawks   | NHL        | 39   | 4   | 6   | 10  | 16   | —  | —  | —  | —  | —   |
|            | Minnesota North Stars | NHL        | 17   | 2   | 5   | 7   | 14   | 6  | 2  | 2  | 4  | 10  |
| 1971–1972  | Minnesota North Stars | NHL        | 78   | 6   | 30  | 36  | 82   | 4  | 1  | 2  | 3  | 10  |
| 1972–1973  | Minnesota North Stars | NHL        | 67   | 4   | 13  | 17  | 52   | 6  | 0  | 1  | 1  | 2   |
| 1973–1974  | Atlanta Flames        | NHL        | 28   | 0   | 3   | 3   | 10   | —  | —  | —  | —  | —   |
| 1974–1975  | Washington Capitals   | NHL        | 75   | 2   | 19  | 21  | 54   | —  | —  | —  | —  | —   |
| NHL totalt | NHL totalt            | NHL totalt | 1390 | 248 | 462 | 710 | 1250 | 94 | 14 | 36 | 50 | 122 |
| OHA totalt | OHA totalt            | OHA totalt | 109  | 74  | 78  | 152 | 74   | —  | —  | —  | —  | —   |